# نادژدا چیژوا
نادژدا چیژوا (روسی: Надежда Владимировна Чижова؛ زادهٔ ۲۹ سپتامبر ۱۹۴۵) ورزشکار پرتاب وزنه اهل اتحاد جماهیر شوروی سوسیالیستی است.
وی در مسابقات کشوری و بین‌المللی در مجموع برندهٔ ۱۲ مدال طلا، ۳ مدال نقره، ۲ مدال برنز شده‌است.